# 奇利科西 (伊利諾伊州)
奇利科西（英語：Chillicothe）是一個位於美國伊利諾伊州皮奧里亞縣的城市。

## 地理
奇利科西的座標為40°55′11″N 89°29′34″W / 40.91972°N 89.49278°W，而該地的平均海拔高度為153米（即502英尺）。

## 人口
根據2010年美國人口普查的數據，奇利科西的面積為14.00平方千米，當中陸地面積為13.30平方千米，而水域面積為0.70平方千米。當地共有人口6097人，而人口密度為每平方千米435.5人。